# Gakoronko
Gakoronko är ett periodiskt vattendrag i Burundi.   Det ligger i provinsen Bujumbura Rural, i den västra delen av landet, 14 kilometer öster om huvudstaden Bujumbura.
Omgivningarna runt Gakoronko är en mosaik av jordbruksmark och naturlig växtlighet. Runt Gakoronko är det ganska tätbefolkat, med 185 invånare per kvadratkilometer.